# Función casi periódica
En matemáticas, una función casi periódica es, en términos generales, una función de un número real que se comporta como una función periódica dentro de cualquier nivel de precisión deseado, dados "casi períodos" convenientemente largos y bien distribuidos. El concepto fue estudiado primero por Harald Bohr y luego generalizado por Vyacheslav Stepanov, Hermann Weyl y Abram Samóilovich Bezikóvich, entre otros. También hay una noción de funciones casi periódicas en la dualidad de  todos los días drip .
La casi periodicidad es una propiedad de los sistemas dinámicos que parecen volver sobre sus trayectorias a través del espacio fásico, pero no exactamente. Un ejemplo sería un sistema planetario, con planetas en órbitas moviéndose con periodos orbitales que no son conmensurables (es decir, están definidos por un vector de período que no es proporcional a un espacio vectorial asociado a números enteros). Puede usarse un teorema de Kronecker de aproximación diofántica para demostrar que cualquier configuración particular que ha ocurrido una vez, se repetirá para una precisión dada: si se espera lo suficiente, puede observarse que todos los planetas regresan dentro de un segundo de arco a las posiciones en las que estuvieron alguna vez.

## Desarrollo
Hay varias definiciones no equivalentes de funciones casi periódicas. La primera fue dada por Harald Bohr. Su interés estaba inicialmente centrado en las series de Dirichlet finitas. De hecho, al truncar la serie para la Función zeta de Riemann ζ (s) para hacerla finita, se obtienen sumas finitas de términos del tipo
{\displaystyle e^{(\sigma +it)\log n}\,}
con s escrito como (σ + it) – la suma de su parte real  σ  y la parte imaginaria  it . Ajustando σ, restringiendo así el análisis a una sola línea vertical en el plano complejo, puede interpretarse también como
{\displaystyle n^{\sigma }e^{(\log n)it}.\,}
Tomar una suma finita de tales términos evita las dificultades de extensión analítica para la región σ < 1. Aquí las 'frecuencias' log  n no serán todas conmensurables (son tan linealmente independientes sobre los números racionales como los enteros n son multiplicativamente independientes, lo que se reduce a sus factorizaciones primarias).
Con esta motivación inicial para considerar tipos de polinomios trigonométricos con frecuencias independientes, se aplicó el análisis matemático para estudiar el cierre de este conjunto de funciones básicas, con varias normas vectoriales.
La teoría fue desarrollada usando otras normas por Besicovitch, Stepanov, Weyl, von Neumann, Turing, Bochner y otros en los años 1920 y 1930.

### Funciones casi periódicas uniformes de Bohr o de Bochner
Bohr (1925) definió las funciones uniformemente casi periódicas como el cierre de los polinomios trigonométricos con respecto a la norma del supremo
{\displaystyle \|f\|_{\infty }=\sup _{x}|f(x)|}
(en funciones limitadas f en R). En otras palabras, una función f es uniformemente casi periódica si para cada ε> 0 existe una combinación lineal finita de ondas senoidales y cosenos que tiene una distancia menor que ε desde f con respecto a la norma uniforme. Bohr demostró que esta definición era equivalente a la existencia de un conjunto de Delaunay de  ε casi-períodos, para todo ε  > 0: es decir,  traducciones T(ε) =  T de la variable t
{\displaystyle \left|f(t+T)-f(t)\right|<\varepsilon .}
Una definición alternativa debida a Bochner (1926) es equivalente a la de Bohr y es relativamente simple de formular:
Una función f es casi periódica si cada sucesión matemática {ƒ(t + Tn)} de traducciones de f tiene una subsecuencia que converge uniformemente a t en (−∞, +∞).
Las funciones casi periódicas de Bohr son esencialmente las mismas que las funciones continuas en la compactación de Bohr de los reales.

### Funciones casi periódicas de Stepanov
El espacio Sp de funciones de  Stepanov casi periódicas (para p ≥ 1) fue introducido por V.V.Stepanov (1925). Contiene el espacio de Bohr con funciones casi periódicas. Es el cierre de los polinomios trigonométricos bajo la norma
{\displaystyle \|f\|_{S,r,p}=\sup _{x}\left({1 \over r}\int _{x}^{x+r}|f(s)|^{p}\,ds\right)^{1/p}}
para cualquier valor positivo fijo de r; para diferentes valores de r estas normas dan la misma topología y, por lo tanto, el mismo espacio de funciones casi periódicas (aunque la norma en este espacio depende de la elección de r).

### Funciones casi periódicas de Weyl
El espacio Wp de las funciones casi periódicas de Weyl (para p ≥ 1) fue introducido por Weyl (1927). Contiene el espacio Sp de funciones casi periódicas de Stepanov. Es el cierre de los polinomios trigonométricos bajo la seminorma
{\displaystyle \|f\|_{W,p}=\lim _{r\to \infty }\|f\|_{S,r,p}}
Advertencia: hay funciones distintas de cero ƒ con ||ƒ||W,p = 0, como cualquier función limitada del soporte compacto, por lo que para obtener un espacio de Banach hay que tener un cociente por estas funciones.

### Funciones casi periódicas de Besicovitch
El espacio Bp de las funciones casi periódicas de Besicovitch fue introducido por Besicovitch (1926).
Es el cierre de los polinomios trigonométricos bajo la seminorma
{\displaystyle \|f\|_{B,p}=\limsup _{x\to \infty }\left({1 \over 2x}\int _{-x}^{x}|f(s)|^{p}\,ds\right)^{1/p}}
Advertencia: hay funciones distintas de cero ƒ with ||ƒ||B,p = 0, como cualquier función limitada del soporte compacto, por lo que para obtener un espacio de Banach hay que tener un cociente por estas funciones.
Las funciones casi periódicas de Besicovitch en B2 tienen una expansión (no necesariamente convergente) como
{\displaystyle \sum a_{n}e^{i\lambda _{n}t}}
con Σa2
n finito y λn real. Por el contrario, cada una de esas series es la expansión de alguna función periódica de Besicovitch (que no es única).
El espacio Bp de Besicovitch tiene funciones casi periódicas (para p ≥ 1) contiene el espacio Wp de las funciones casi periódicas de Weyl. Si se realiza el cociente de un subespacio de funciones "nulas", se puede identificar con el espacio de las funciones Lp en la compactación de Bohr de los reales.

### Funciones casi periódicas en un grupo abeliano compacto local
Con estos desarrollos teóricos y el advenimiento de los métodos abstractos (Teorema de Peter–Weyl, Dualidad de Pontryagin y Álgebra de Banach) se hizo posible una teoría general. La idea general de la casi periodicidad en relación con un dualidad de Pontryagin G se convierte en la función F en L∞ (G), de modo que se traduce por G en la formación de un conjunto relativamente compacto.
Equivalentemente, el espacio de funciones casi periódicas es el cierre de la norma de las combinaciones lineales finitas de caracteres de G. Si G es compacto, las funciones casi periódicas son las mismas que las funciones continuas.
La compactación de Bohr de G es el grupo abeliano compacto de todos los caracteres posiblemente discontinuos del grupo dual de G, y es un grupo compacto que contiene G como un subgrupo denso. El espacio de funciones casi periódicas uniformes en G se puede identificar con el espacio de todas las funciones continuas en la compactación de Bohr de G. De manera más general, la compactación de Bohr puede definirse para cualquier grupo topológico G, y los espacios de funciones continuas o Lp en la compactación de Bohr pueden considerarse funciones casi periódicas en  G .
Para grupos conexos localmente compactos G, el mapa de G respecto a su compactación de Bohr es inyectivo si y solo si G es una extensión central de un grupo compacto, o el producto equivalente de un grupo compacto y un espacio vectorial de dimensión finita.

## Señales cuasiperiódicas en síntesis de audio y música
En procesamiento digital de voz, procesamiento digital de audio y música sintética, una señal cuasiperiódica, a veces llamada cuasiharmónica, es una forma de onda que es virtualmente periódica microscópicamente, pero no necesariamente periódica macroscópicamente. Esto no da un función cuasiperiódica en el sentido del artículo de Wikipedia de ese nombre, sino algo más parecido a una función casi periódica, siendo una función casi periódica en la que cualquier período es prácticamente idéntico a sus períodos adyacentes, pero no necesariamente similar a períodos mucho más lejanos en el tiempo. Este es el caso de los tonos musicales (después del ataque transitorio inicial) donde todos los parciales o sobretonos son armónicos (es decir, todos los sobretonos están en frecuencias que son un múltiplo entero de una frecuencia fundamental del tono).
Cuando una señal {\displaystyle x(t)\ } es totalmente periódica con el período {\displaystyle T\ }, entonces la señal satisface exactamente
{\displaystyle x(t)=x(t+T)\ }
o
{\displaystyle \left|x(t)-x(t+T)\right|=0{\text{ for all }}t.\ }
La representación en Serie de Fourier sería
{\displaystyle x(t)={\frac {1}{2}}a_{0}+\sum _{n=1}^{\infty }\left[a_{n}\cos(2\pi nf_{0}t)-b_{n}\sin(2\pi nf_{0}t)\right]}
o
{\displaystyle x(t)={\frac {1}{2}}a_{0}+\sum _{n=1}^{\infty }\left[r_{n}\cos(2\pi nf_{0}t+\varphi _{n})\right]}
donde {\displaystyle f_{0}={\frac {1}{T}}} es la frecuencia fundamental y los coeficientes de Fourier son
{\displaystyle a_{n}=r_{n}\cos \left(\varphi _{n}\right)={\frac {2}{T}}\int _{t_{0}}^{t_{0}+T}x(t)\cos(2\pi nf_{0}t)\,dt\ }
{\displaystyle b_{n}=r_{n}\sin \left(\varphi _{n}\right)=-{\frac {2}{T}}\int _{t_{0}}^{t_{0}+T}x(t)\sin(2\pi nf_{0}t)\,dt\ }
donde {\displaystyle t_{0}\ } puede ser en cualquier momento: {\displaystyle -\infty <t_{0}<+\infty \ }.
La frecuencia fundamental {\displaystyle f_{0}\ } y los coeficientes de Fourier {\displaystyle a_{n}\ }, {\displaystyle b_{n}\ }, {\displaystyle r_{n}\ } o {\displaystyle \varphi _{n}\ } son constantes, es decir, no son funciones del tiempo. Las frecuencias armónicas son múltiplos enteros exactos de la frecuencia fundamental.
Cuando {\displaystyle x(t)\ } es cuasiperiódico, entonces
{\displaystyle x(t)\approx x\left(t+T(t)\right)\ }
o
{\displaystyle \left|x(t)-x\left(t+T(t)\right)\right|<\varepsilon \ }
donde
{\displaystyle 0<\epsilon \ll \left\Vert x\right\|={\sqrt {\overline {x^{2}}}}={\sqrt {\lim _{\tau \to \infty }{\frac {1}{\tau }}\int _{-\tau /2}^{\tau /2}x^{2}(t)\,dt}}.\ }
Ahora la representación de la serie de Fourier sería
{\displaystyle x(t)={\frac {1}{2}}a_{0}(t)\ +\ \sum _{n=1}^{\infty }\left[a_{n}(t)\cos \left(2\pi n\int _{0}^{t}f_{0}(\tau )\,d\tau \right)-b_{n}(t)\sin \left(2\pi n\int _{0}^{t}f_{0}(\tau )\,d\tau \right)\right]}
o
{\displaystyle x(t)={\frac {1}{2}}a_{0}(t)\ +\ \sum _{n=1}^{\infty }\left[r_{n}(t)\cos \left(2\pi n\int _{0}^{t}f_{0}(\tau )\,d\tau +\varphi _{n}(t)\right)\right]}
o
{\displaystyle x(t)={\frac {1}{2}}a_{0}(t)+\sum _{n=1}^{\infty }\left[r_{n}(t)\cos \left(2\pi \int _{0}^{t}f_{n}(\tau )\,d\tau +\varphi _{n}(0)\right)\right]}
donde {\displaystyle f_{0}(t)={\frac {1}{T(t)}}} es la frecuencia fundamental posiblemente "variable en el tiempo" y los coeficientes de Fourier son
{\displaystyle a_{n}(t)=r_{n}(t)\cos(\varphi _{n}(t))\ }
{\displaystyle b_{n}(t)=r_{n}(t)\sin(\varphi _{n}(t))\ }
y la fase instantánea para cada serie armónica es
{\displaystyle f_{n}(t)=nf_{0}(t)+{\frac {1}{2\pi }}\varphi _{n}^{\prime }(t).\,}
Mientras que en este caso cuasiperiódico, la frecuencia fundamental es {\displaystyle f_{0}(t)\ }, las frecuencias armónicas {\displaystyle f_{n}(t)\ } y los coeficientes de Fourier {\displaystyle a_{n}(t)\ }, {\displaystyle b_{n}(t)\ }, {\displaystyle r_{n}(t)\ } o {\displaystyle \varphi _{n}(t)\ } son no necesariamente constantes, y son funciones del tiempo aunque "variando lentamente" las citadas funciones del tiempo. Dicho de otra manera, estas funciones de tiempo tienen un ancho de banda limitado a mucho menos que la frecuencia fundamental para {\displaystyle x(t)\ } que se considera cuasiperiódica.
Las frecuencias parciales {\displaystyle f_{n}(t)\ } son casi armónicas pero no necesariamente exactamente así. La derivada en el tiempo de {\displaystyle \varphi _{n}(t)\ }, que es {\displaystyle \varphi _{n}^{\prime }(t)\ }, tiene el efecto de desafinar los parciales a partir de su valor de armónico entero exacto {\displaystyle nf_{0}(t)\ }. Un {\displaystyle \varphi _{n}(t)\ } que cambia rápidamente significa que la frecuencia instantánea para ese parcial se desafina considerablemente del valor armónico entero, lo que significaría que {\displaystyle x(t)\ } no es cuasiperiódico.